# Новоспасский сельский совет (Приазовский район)
Новоспасский сельский совет (укр. Новоспаська сільська рада) — входит в состав
Приазовского района
Запорожской области
Украины.
Административный центр сельского совета находится в 
с. Новоспасское.

## История
- 1943 — дата образования.

## Населённые пункты совета
- с. Новоспасское
- с. Громовка
- с. Марьяновка
- с. Ореховка

## Ликвидированные населённые пункты совета
- с. Тихий Гай
- с. Сергеевка